# ريان روبنسون
ريان روبنسون (بالإنجليزية: Ryan Robinson)‏ (13 أكتوبر 1982 في المملكة المتحدة - ) هو لاعب كرة قدم بريطاني في مركز حراسة المرمى. لعب مع بلاكبيرن روفرز وفوريست غرين ونادي ساوثبورت ونادي ساوثيند يونايتد وكندل تاون ‏ ونورثويتش فيكتوريا وتيلفورد يونايتد ونادي باث سيتي ونادي موركامب وEvesham United F.C. ‏.

## وصلات خارجية
- ريان روبنسون على موقع قاعدة بيانات كرة القدم.إي يو (الإنجليزية)
- ريان روبنسون على موقع Soccerbase.com (لاعب) (الإنجليزية)